# Тудела
Тудела (шп. Tudela) град је у Шпанији у аутономној заједници Навара. Према процени из 2017. у граду је живело 35 170 становника.

## Становништво
Према процени, у граду је 2017. живело 35 170 становника.
| 1970.  | 1981.  | 1991.  | 2001.  | 2017.  |
| ------ | ------ | ------ | ------ | ------ |
| 21.121 | 24.953 | 26.461 | 29.918 | 35.170 |

## Партнерски градови
- Тиберијада